# Roberts Zīle
Roberts Zīle este un om politic leton, membru al Parlamentului European în perioada 2004-2009 din partea Letoniei.
1. 1 2  Deputații în Parlamentul European